# Kuxburg
Die Kuxburg, auch Kucksburg genannt, ist eine abgegangene Spornburg auf einem Felssporn am östlichen Ende der Teufelsmauer bei Timmenrode im Landkreis Harz in Sachsen-Anhalt. Direkt unterhalb der nördlichen Felswand führt die stillgelegte Bahnstrecke Blankenburg–Quedlinburg vorbei.

## Anlage
Das Gebiet ist seit der Steinzeit besiedelt. Es wird davon ausgegangen, dass sie vor allem als befestigter Beobachtungspunkt diente – die Sicht reicht bis zum Hamburger Wappen und bis hin zur Burg Regenstein. Das Gelände fällt nach drei Seiten hin, teils beinahe senkrecht, ab. Einige Felsen sind bei der Einebnung als Brustwehr stehen gelassen worden.
Es gibt keine urkundlichen Erwähnungen der wahrscheinlich frühmittelalterlichen Burg, nur die Flurnamen Holz Kukesburch (1265/1285) und juxta Cukesborch (1284) sind überliefert.
Die Burg diente vermutlich als Warte für die im Dienst der Grafen von Regenstein stehenden Ministerialen von Mordorf.